# تتا (مدينة)
تتا أو تته (بالسندية: ٺٽو)‏ هي مدينة في إقليم السند الباكستانية. كانت تتا عاصمة العصور الوسطى في السند، وكانت بمثابة مقر السلطة لثلاث سلالات متعاقبة. أعطت أهمية تتا التاريخية العديد من المعالم الأثرية في المدينة وحولها. يعتبر موقع مقابر مكلي، وهو أحد مواقع التراث العالمي التابعة لليونسكو، أحد أكبر المقابر في العالم، ويحتوي على العديد من المقابر الأثرية التي بنيت بين القرنين الرابع عشر والثامن عشر والتي صممت بأسلوب جنائزي تميز في السند السفلى. يتميز مسجد شاه جهان في المدينة الذي يعود للقرن السابع عشر بزخارف غنية بالبلاط المزخرف، ويعد معرضاً لأكبر عرض لأعمال البلاط في جنوب آسيا.

## أعلام
- محمد تغلق
- محمد هاشم التتوي
- مير علي شير قانع التتوي
- أبو الحسن السندي